# Светлоярская волость
Светлоярская волость — административно-территориальная единица в составе Черноярского уезда Астраханской губернии, с 1918 года - Царицынской губернии. Волостное правление - в селе Светлый Яр.
Волость располагалась на севере Черноярского уезда по правой стороне реки Волги. На северо-западе волость граничила с Саратовской губернией, на севере - с Царевским уездом, на востоке - с Райгородской волостью, на юге - с Цацинской волостью, на западе - с Большечапурниковской волостью.
В 1900 году в состав волости входили сёла Светлый Яр, Райгородок и Ушаковка. Последние не позднее 1910 года были выделены в отдельную Райгородскую волость

## Население
Динамика численности населения
| 1900 | 1914 |
| ---- | ---- |
| 7060 | 4512 |